# Günter Schaumburg
Günter Schaumburg (* 1. Januar 1943 in Erfurt) ist ein ehemaliger deutscher Diskuswerfer, der für die DDR startete.
Bei den Olympischen Spielen 1968 in Mexiko-Stadt wurde er Zehnter und bei den Leichtathletik-Europameisterschaften 1969 in Athen Siebter.
Seine persönliche Bestleistung von 62,68 m stellte er am 21. Juli 1968 in Halle (Saale) auf.
Der für den ASK Vorwärts Potsdam startende Athlet, studierte zunächst Journalismus, war später jedoch als Sportlehrer tätig. Nachdem er mit den ostdeutschen Behörden in einen Konflikt geraten war, wurde er zum Straßenreiniger degradiert.